# Copa Houphouët-Boigny
A Copa Houphouët-Boigny (também conhecida como Supercopa da Costa do Marfim) é uma competição de futebol da Costa do Marfim disputada entre os vencedores do Campeonato Marfinense de Futebol e da Copa da Costa do Marfim de Futebol. É organizada pela Federação Marfinense de Futebol.

## Campeões
| - 1975 : ASEC Mimosas - 1976 : Sporting Club de Gagnoa - 1977 : Stella Club d'Adjamé - 1978 : Sporting Club de Gagnoa - 1979 : Africa Sports National - 1980 : ASEC Mimosas - 1981 : Africa Sports National - 1982 : Africa Sports National - 1983 : ASEC Mimosas - 1984 : Stella Club d'Adjamé - 1985 : Stade d'Abidjan - 1986 : Africa Sports National - 1987 : Africa Sports National - 1988 : Africa Sports National |  | - 1989 : Africa Sports National - 1990 : ASEC Mimosas - 1991 : Africa Sports National - 1992 : não disputado - 1993 : Africa Sports National - 1994 : ASEC Mimosas - 1995 : ASEC Mimosas - 1996 : SOA - 1997 : ASEC Mimosas - 1998 : ASEC Mimosas - 1999 : ASEC Mimosas - 2000 : não disputado - 2001 : não disputado - 2002 : não disputado |  | - 2003 : Africa Sports National - 2004 : ASEC Mimosas - 2005 : Séwé Sport - 2006 : ASEC Mimosas - 2007 : ASEC Mimosas - 2008 : ASEC Mimosas - 2009 : ASEC Mimosas - 2010 : Jeunesse Club d'Abidjan - 2011 : ASEC Mimosas - 2012 : Séwé Sport - 2013 : Séwé Sport - 2014 : Séwé Sport |

## Títulos por time
| Clube                               | Títulos |
| ----------------------------------- | ------- |
| ASEC Mimosas                        | 15      |
| Africa Sports                       | 10      |
| Séwé Sports                         | 4       |
| Sporting Club de Gagnoa             | 2       |
| Stella Club d'Adjamé                | 2       |
| Jeunesse Club d'Abidjan Treichville | 1       |
| Société Omnisports de l'Armée       | 1       |
| Stade d'Abidjan                     | 1       |